# Manfred Rißmann
Manfred Rißmann (* 5. Oktober 1939 in Hüttenrode) ist ein deutscher Politiker (SPD).

## Leben
Rißmann besuchte die Grundschule in Hüttenrode und die Oberschule in Blankenburg (Harz) und studierte nach seinem Abitur Medizin in Rostock. Nach dem Erreichen des Staatsexamens folgte eine Facharztausbildung in Wismar. 1969 wurde er Facharzt für Kinderheilkunde und promovierte, von 1970 bis 1990 war er Facharzt im Bezirkskrankenhaus in Rostock. 1986 wurde er Oberarzt und Abteilungsleiter für Neonatologie in der Frauen- und Kinderklinik Rostock-Süd. Außerdem wurde ihm der Titel des Subspezialisten für Neonatologie anerkannt, 1997 folgte eine Habilitation mit einem Thema zur Intensivüberwachung von Neu- und Frühgeborenen.
Rißmann wurde 1989 Mitglied der SPD. Er war Mitglied im Kreisvorstand Rostock und im Landesvorstand, später im Vorstand Rostock, ferner Mitglied des Verbandes der Kinderärzte Deutschlands. Von 1990 bis 2002 war er Mitglied des Landtages Mecklenburg-Vorpommern, wo er in der zweiten Wahlperiode erster Vizepräsident des Landtages sowie in der dritten Wahlperiode stellvertretender Vorsitzender der SPD-Fraktion war.